# Merkava
Merkava ((hebraisk): stridsvogn) er en israelsk udviklet og bygget kampvogn. Den findes i 4 generationer; Merkava MK (mark) I til IV. Det er den mest moderne kampvognstype Israel råder over og ca. en tredjedel af den israelske hærs kampvogne er af typen Merkava. P.t. (2008) har Israel 580 stk. Merkava I og II, som er i reserven, 750 Merkava III, som er aktive og 220 Merkava IV som ligeledes er aktive.
Merkava I og II har en 105 mm kanon som hovedvåben, Merkava III og IV har en 120 mm kanon som hovedbevæbning. 
Der er lagt stor vægt på beskyttelse af besætningen i den og hurtig reparation under kampforhold.
Den har nogle for kampvogne specielle træk:
- Motoren er sat foran på køretøjet. Dette øger beskyttelsen, da et eventuelt frontalt skud først skal igennem den.
- Tårnet er pga. motorens placering tættere på bagenden
- Der er døre bagi, da motoren befinder sig foran. Dette er fordelagtigt, hvis besætningen skal forlade kampvognen. Der kan også være ekstra personel i et rum bagi, så den kan bruges som PMV eller fremskudt KSN (kommandostation)
- På grund af dørene og den ekstra plads bagi kan den bruges som "tankbulance" med to bårer, livreddende udstyr og "medic team".
- Den er udstyret med en 60 mm mortér.
- Den har en speciel undervogn med Horstmann-affjedring, der gør at terrænet ikke påvirker dens hastighed så meget.
- Den ses ofte med et 12,7 mm TMG (tungt maskingevær) monteret som et koaksialt maskingevær over kanonen. Det er fordelagtigt i bykamp, hvor en granat vil risikere at gøre større skade mod civile og kan bruges mod  letpansrede eller upansrede mål, f.eks. technicals.

Udover disse punkter er Merkava meget lav i forhold til sin klasse.
Den er i høj grad tilpasset kamp i bymiljø i Mellemøsten. Bemærk på billederne af Merkava IIId og IV, at der hænger kæder ned fra bagenden af tårnet: Det er for at forhindre panserværnsvåben i at flyve ind mellem tårn og undervogn, de vil i stedet detonere på kæderne. På billedet af Merkava IV ser man, hvor vinklet tårnpanser og frontpanser er: Det er svært for projektiler at få bid i det og vinklingen gør at et projektil skal trænge gennem mere materiale for at komme igennem. 
Dens hastighed på vej er dog ikke så høj som mange andre moderne kampvogne, men dette er knap så vigtigt i dét miljø, den indsættes i. Merkava-kampvognen viser, at man ikke uden videre kan kalde en bestemt kampvogn for verdens bedste, da man må regne faktorer som bl.a. kampmiljø og hærens doktrin med. 
Merkava anvendes kun af Israel.
Merkava 4
- General Dynamics V-12 1.500 hk dieselmotor.
- Rheinmetall 120mm glatløbet kanon.
- Elbit ildledelsescomputer.
- Elta sensorpakke.
- TROPHY aktiv beskyttelse (beskyder automatisk panserværnsvåben).

| Militær | Spire Denne artikel om militær er en spire som bør udbygges. Du er velkommen til at hjælpe Wikipedia ved at udvide den. |